# Architecture au Tibet

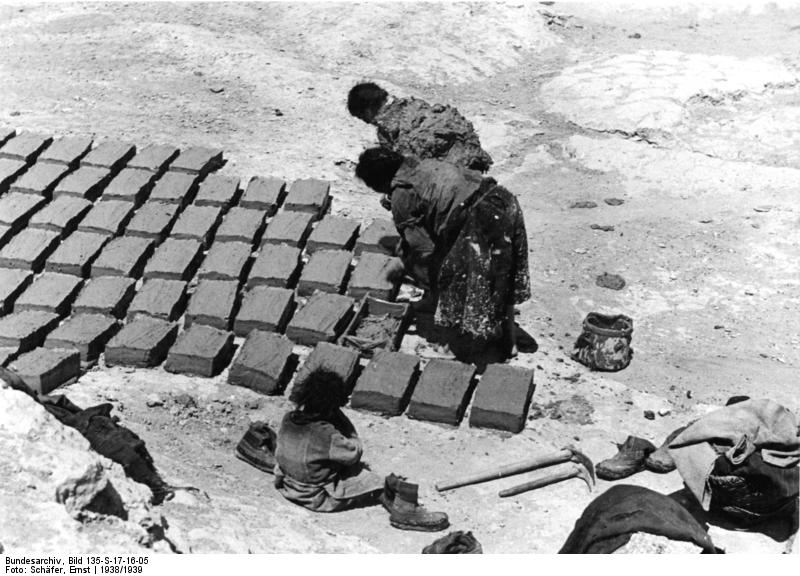
Fabrication traditionnelle de briques d'argile, Shigatsé, 1939

Cet article traite de différents aspects de l'architecture tibétaine.
L'architecture tibétaine a subi des influences d'Asie centrale et indiennes, et reflète par certains aspects la culture bouddhiste. L'architecture religieuse tibétaine a ultérieurement influencé l'architecture religieuse chinoise.

## Implantation, matériaux, techniques

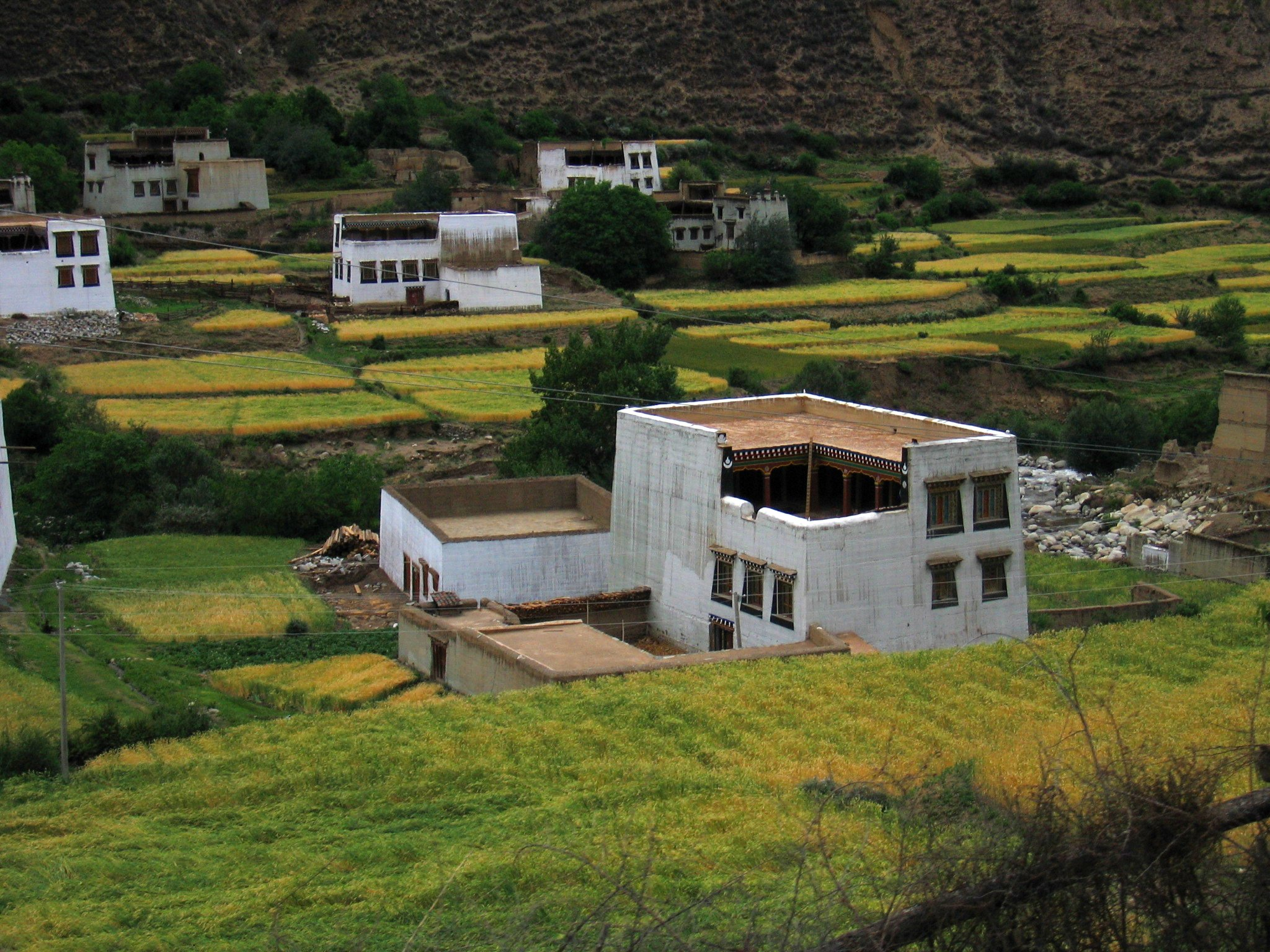
Maisons traditionnelles du Kham.

L'architecture traditionnelle tibétaine est caractérisée par la construction fréquente des maisons et des monastères sur des sites élevés et ensoleillés face au sud, et par l'utilisation comme matériaux d’un mélange de pierre, de bois, de ciment et de terre. Les techniques de construction permettent de pallier la rareté des combustibles utilisés pour le chauffage : toits plats pour préserver la chaleur, et fenêtres multiples pour laisser entrer la lumière du soleil. Les murs possèdent un fruit. En effet, ils sont habituellement inclinés de dix degrés vers l'intérieur à titre de précaution contre les tremblements de terre, fréquents dans ces secteurs montagneux.

## Tente

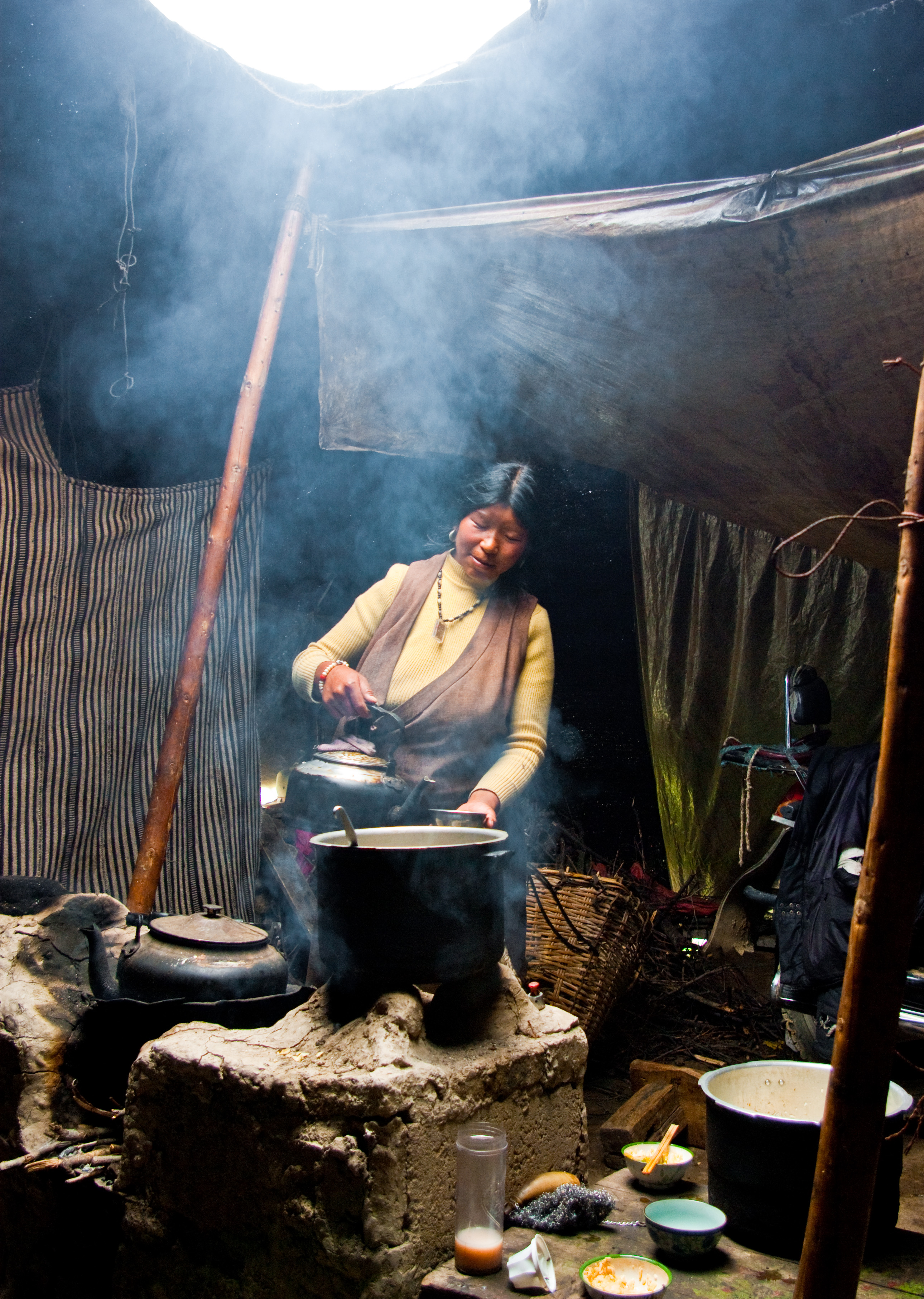
Tente tibétaine (2009).

La tente est le premier modèle connu d'architecture tibétaine particulièrement adaptée à une société de nomades et de guerriers.
Les tentes constituées d'une armature en bois recouverte d'un feutre tendu, sont mentionnées pour la première fois dans des documents chinois du VIIIe siècle. Ces tentes ont disparu du paysage Tibétain, mais on les trouve encore dans les régions proches du Tibet comme la Mongolie.
L'intérieur des tentes tibétaines était orné de tapis de couleurs vives qui couvraient le sol et les murs.

## Dzong
Les dzong constituent un exemple d'architecture défensive militaire. De nombreux dzong, ou forteresses, présentant des enceintes et des tours de guet, ont été construits au cours de l'histoire millénaire du Tibet. La fonction défensive de ces citadelles est aussi illustrée par leur implantation à flanc de colline ou au sommet de montagnes, comme les fortifications de Tsaparang, de Tingri et de Gyantsé. Ces caractéristiques défensives existent aussi dans l'architecture de nombreux palais et constructions religieuses.

## Chörten

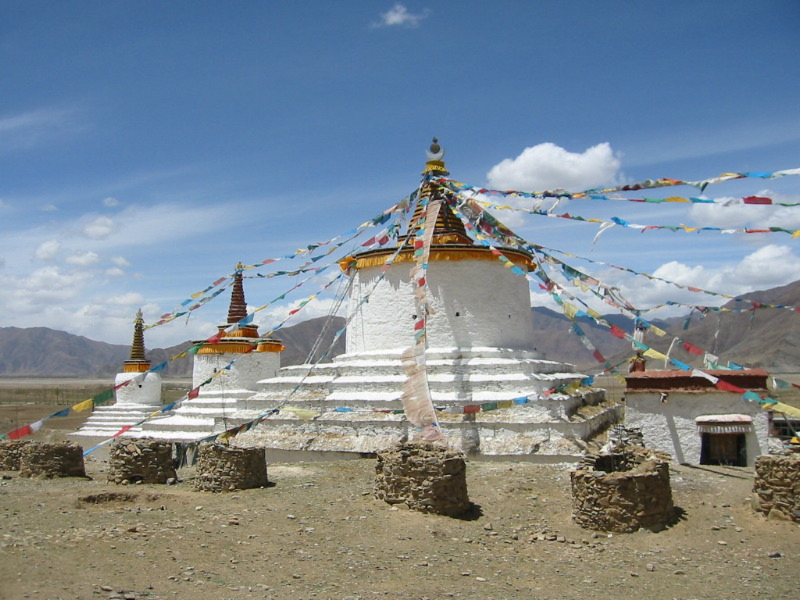
Un chörten tibétain

La conception des chörtens tibétains peut varier, des murs arrondis dans le Kham à des formes carrées et des murs à quatre côtés au Ladakh. Sous une apparente simplicité, le chörten répond à un symbolisme complexe. Schématiquement, le chörten correspond aux multiples aspects de la progression vers l'Éveil. Il existe plusieurs types de chörten dont les huit principaux correspondent à la vie du Bouddha.

## Porte ouest de Lhassa

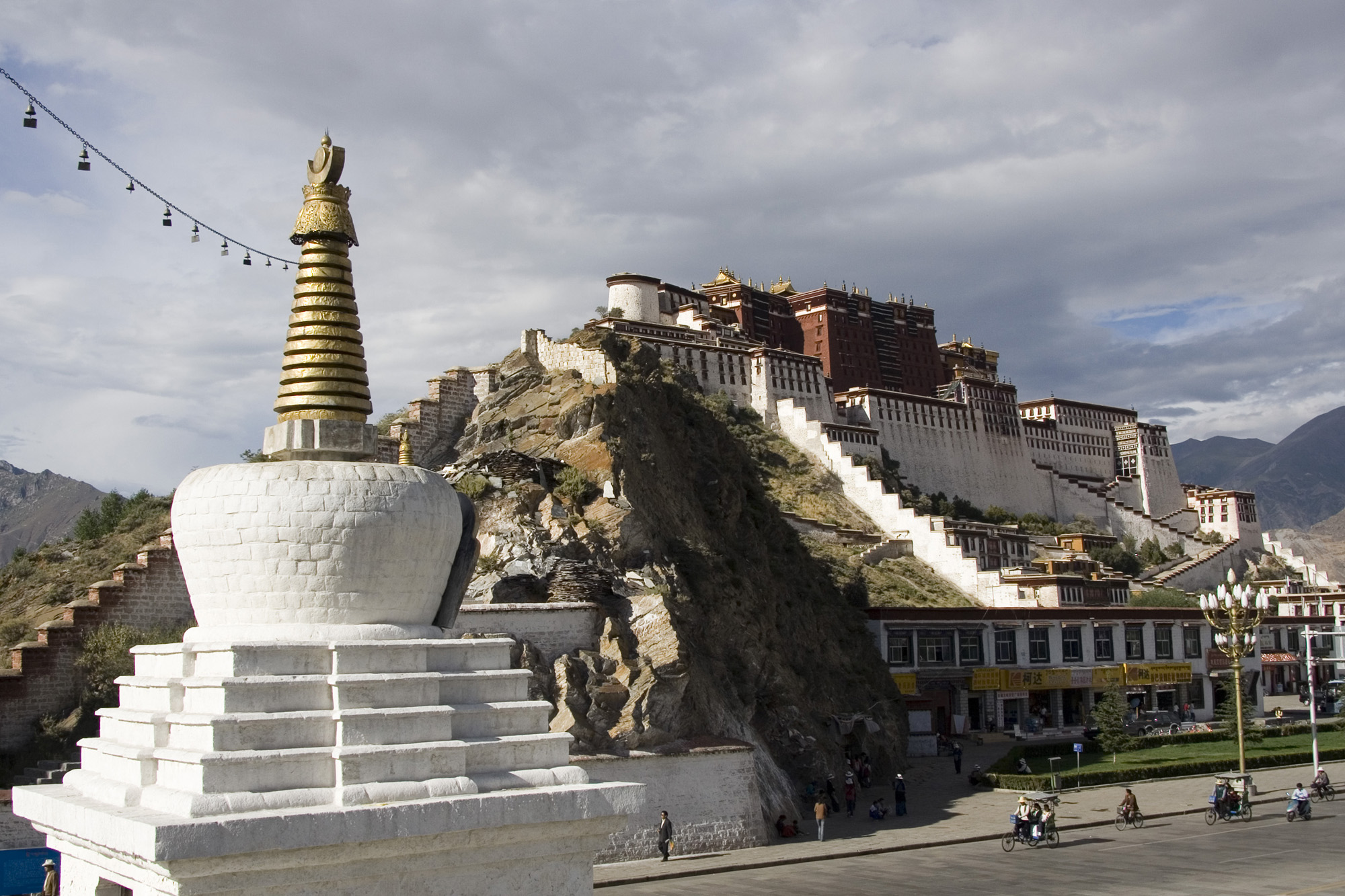
La porte ouest de Lhassa, vue depuis le bas de la colline de Chagpori, en 2006. Le fil de clochettes relie la pointe du chorten central au chorten au pied de la colline de Chagpori.

La porte ouest de Lhassa, en tibétain Pargo Kaling et en anglais Western Gate, est un chörten monumental dont la base, en forme d'arche, servait de porte d'entrée, depuis l'ouest, à la ville de Lhassa, entre la colline de Marpori (coiffée du palais du Potala) et celle de Chagpori. Ce chörten est en fait l'élément central d'un ensemble de trois chörtens en ligne, les deux autres, qui sont de moindre taille, étant perchés respectivement là où commencent l'une et l'autre colline.

## Mur à thangka

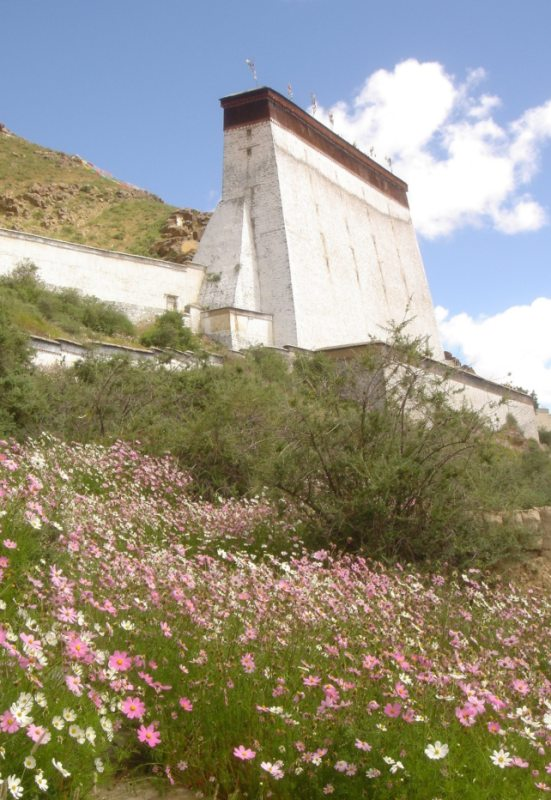
Mur à thangka géant du monastère de Tashilhunpo à Shigatsé.

Un mur à thangka (tibétain : göku tramsa ; chinois : 晒佛台 ; pinyin : shàifótái ; litt. « support d'exposition du Bouddha ») est, dans certains grands monastères tibétains, une haute et étroite construction en maçonnerie de pierre, de plan rectangulaire et en forme d'écran, bâtie à flanc de colline et en position dominante, pour servir à la suspension et à l'exposition, en plein air, de thangkas monumentaux en soie fabriqués selon la technique de l'appliqué, comme lors de la fête de l'exposition du grand thangka du Bouddha au monastère de Tashilhunpo à Shigatsé ou de la fête de l'anniversaire de Bouddha (Saga Dawa) au monastère de Palcho à Gyantsé. Des structures similaires se rencontrent dans l'aire d'extension du bouddhisme vajrayāna.

## Tours de l'Himalaya
Les tours de l'Himalaya sont de hautes tours de pierre élevées dans le Kham, une ancienne province tibétaine, dans le Sichuan et dans la région autonome du Tibet. De plan extérieur carré, hexagonal, octogonal, en étoile ou en croix selon les lieux, elles semblent avoir été construites par différentes minorités (Tibétains et Qiang) peuplant ces régions.

## Palais du Potala

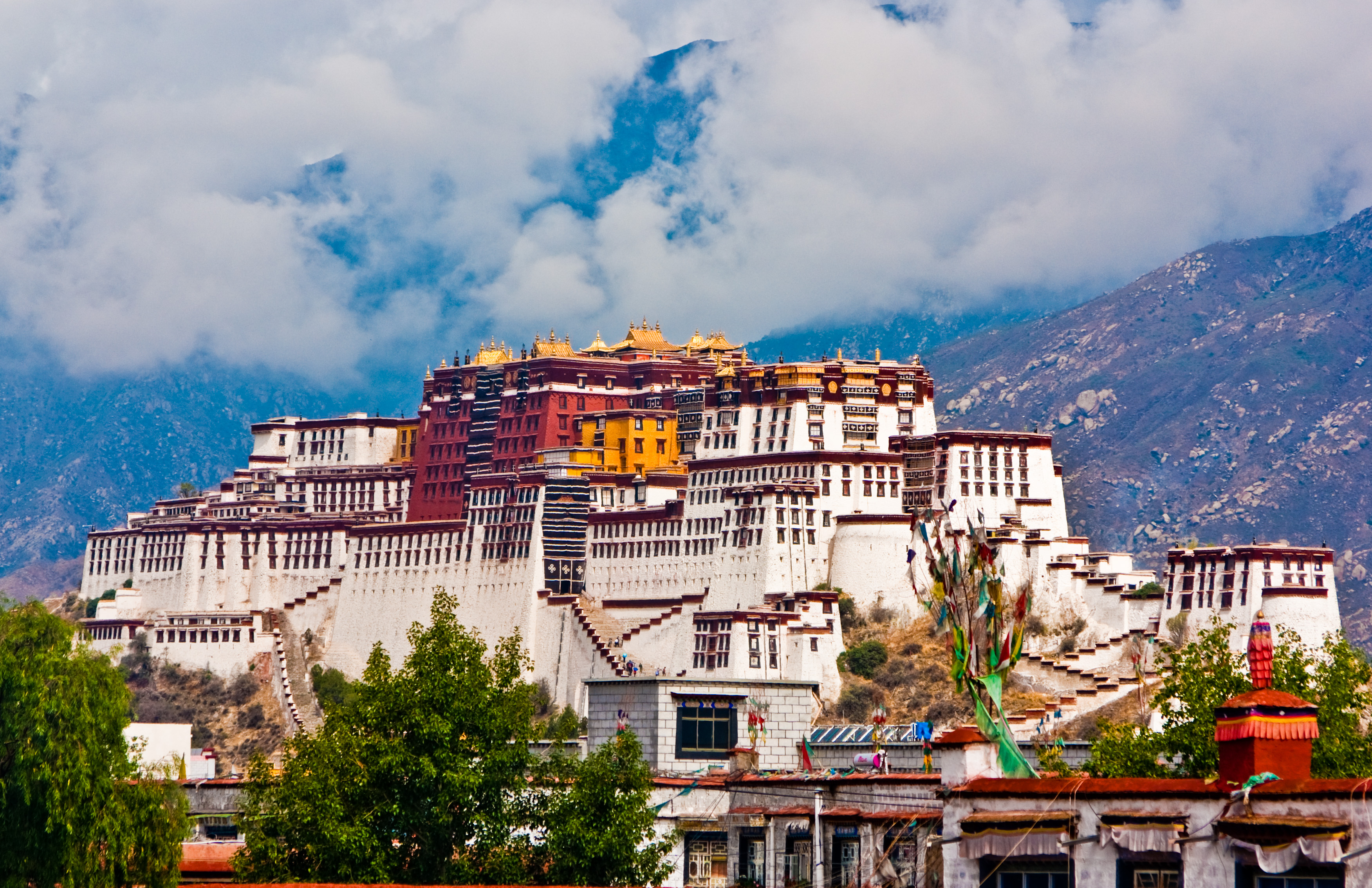
Le palais du Potala

À la fois monastère, forteresse et palais, le palais du Potala situé à Lhassa est considéré comme un exemple important d'architecture palatiale tibétaine.
Anciennement résidence du dalaï-lama, il contient plus d’un millier de pièces réparties sur treize étages, et abrite des portraits des dalaï-lamas passés et des statues du Bouddha. Il est divisé en un Palais Blanc extérieur, qui abrite les quartiers administratifs, et des Quartiers Rouges intérieurs, qui abritent la salle de réunion des lamas, les chapelles, 10 000 sanctuaires et une importante bibliothèque contenant les écritures bouddhistes. Le palais s'élève à une hauteur de 117 mètres sur 360 mètres de largeur.
Du temps de l'ancien Tibet, aucune maison à Lhassa ne devait avoir plus de deux étages, car, à ce que rapporte dans ses mémoires l'Autrichien Heinrich Harrer, on considérait comme blasphématoire de chercher à rivaliser en hauteur avec le Potala.
Le palais du Potala a été endommagé lors de la révolte de 1959. Après avoir réprimé cette révolte, le gouvernement chinois a commencé à le restaurer. Le Potala bénéficie d'une protection forte du patrimoine national d’État depuis 1961. Grâce à cette protection, le bâtiment a échappé au vandalisme lors de la révolution culturelle,,,. Il a été inscrit sur la liste du Patrimoine mondial de l’UNESCO en 1994, le Temple de Jokhang et le Norbulingka ont été admis, respectivement en 2000 et 2001, sur la liste en extension de ses sites.

## Shöl

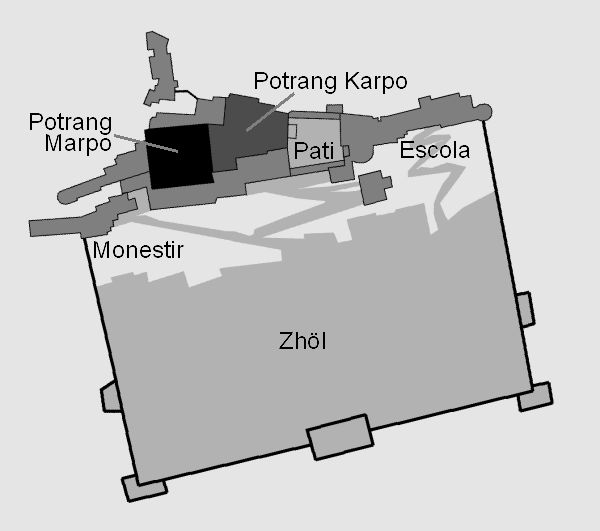
Plan du Potala et du village de Shöl en contrebas (légendage en catalan : pati = cour, monestir = monastère, escola = école).

Shöl, parfois orthographié Shoel, Shhol (tibétain : ཞོལ, Wylie : zhol), est un village ou bourg fortifié situé au pied du palais du Potala, à Lhassa, au Tibet. Jusqu'à fin de l'État lamaïste, il abritait, derrière ses remparts, des résidences de notables et de religieux, la prison d'État, des bâtiments administratifs, des services annexes au palais (écuries, étables), la cour de justice, le trésor public, deux imprimeries, une taverne, un dépôt de grains. Au Shöl intérieur, était venu s'ajouter un faubourg, Shöl extérieur. En 1995, plus de 40 bâtiments anciens, faisant partie de l'ensemble historique « Palais du Potala et Shoel », dont beaucoup du XVIIe siècle, furent démolis tant intra-muros qu'extra-muros, étant jugés à l'époque comme d'importance trop faible pour faire partie de l'ensemble monumental.
Le village a été ouvert au public le 31 mai 2007, avec 12 bâtiments visitables et un office du tourisme.

## Complexes palatiaux du Norbulingka

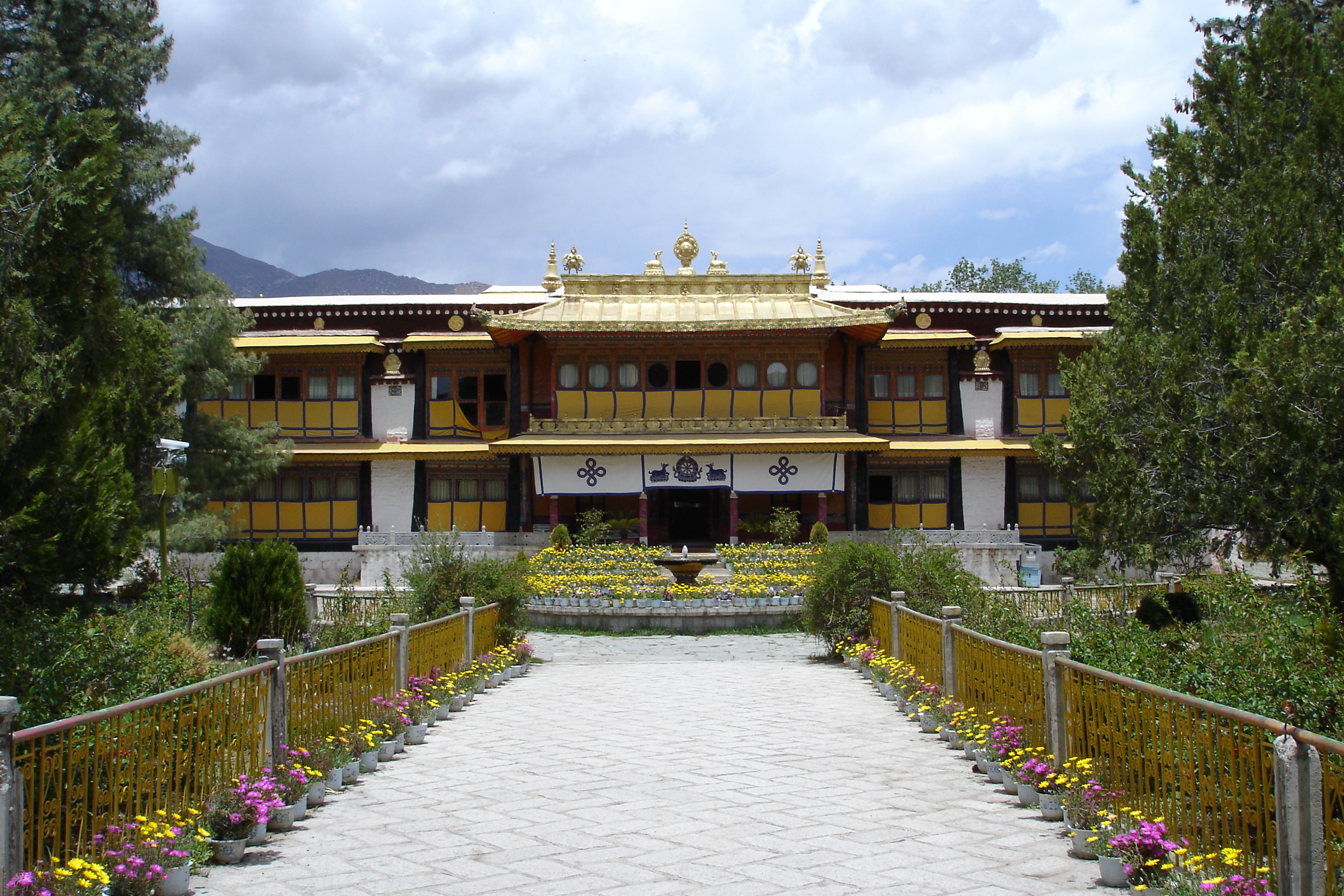
Le « nouveau palais d'été » au Norbulingka

Norbulingka ou Norbu Lingka (en tibétain: ནོར་འུ་གླིང་ཀ་; wylie: Nor-bu-gling-ka), le « parc aux joyaux », est une enclave de 40 ha, comprise dans les faubourgs ouest de Lhassa, capitale de la région autonome du Tibet, et remplie de jardins, de bassins, de pavillons et de palais. Avant la construction de la ville nouvelle à partir de 1959, le site était à l'extérieur de Lhassa.
Le parc, qui se divise en deux parties : le Norbulingka proprement dit, à l'est, et le Chensel Lingka ou Jianselingka, à l'ouest, servit de résidence d'été aux dalaï-lamas depuis le milieu du XVIIIe siècle jusqu'au 17 mars 1959, date où le 14e dalaï-lama s'exila en Inde. Hormis le palais du 7e dalaï-lama (le Kelsang Phodrang), construit en 1755, les grands palais et leurs bâtiments ancillaires (le Chensel Phodrang et le Takten Migyür Phodrang) furent édifiés au XXe siècle respectivement par le 13e dalaï-lama et le 14e dalaï-lama.
Le site fut un deuxième centre religieux, politique et culturel du Tibet, après le Potala.
En 2001, l'UNESCO inscrivit le Norbulingka sur la liste du patrimoine mondial de l'humanité en tant que partie de l'ensemble historique du Palais du Potala.

#### Architecture tibétaine
- Ba (habitation)
- Dzong du Bhoutan

#### Architectes tibétains
- Thang Tong Gyalpo
- Sangyé Gyatso
- Tsarong Dzasa